# Daniel Eon
Daniel Eon, né le 20 décembre 1939 à Saint-Nazaire (Loire-Inférieure) et mort le 15 mars 2021 à Nantes, est un footballeur français. 
Évoluant comme gardien de but, il compte trois sélections en équipe de France en 1966 et 1967.

## Biographie
Gardien de but minime au Sporting Club nazairien, Daniel Eon se classe premier au « Concours du Jeune Footballeur », puis obtient alors qu'il est cadet le titre de meilleur jeune footballeur de l'Ouest[réf. souhaitée]. En 1956, à l'âge de 17 ans, il rejoint le FC Nantes, qui n'a pas encore acquis la réputation de club formateur dont il bénéficie aujourd'hui. Prêté en 1960-1961 au FC Yonnais, en CFA, il fait ses débuts en équipe première à Nantes, en Division 2, lors de la saison 1961-1962 et s'installe dans le but nantais au moment où l'entraîneur José Arribas bâtit les principes du célèbre « jeu à la nantaise », autour d'une prometteuse génération de jeunes formés au club. Les résultats suivent avec la montée en Division 1 en 1963, puis deux titres consécutifs de champion de France en 1965 et 1966.  
Porté par les succès de Nantes, Eon devient un prétendant à l'équipe de France mais doit faire face à la rude concurrence de Marcel Aubour et Pierre Bernard. Le 5 juin 1966, il connaît enfin sa première sélection en match amical face à l'URSS à Moscou (3-3), à la veille de la Coupe du monde en Angleterre pour laquelle il est pressenti comme titulaire. Mais Eon est victime d'une rupture du tendon d'Achille lors de la dernière journée du Championnat - en sautant de joie pour célébrer un but de son coéquipier Philippe Gondet - et doit déclarer forfait pour la World Cup. C'est Marcel Aubour qui garde le but tricolore lors d'un parcours sans gloire, qui voit les Bleus échouer au premier tour.
Remis de sa blessure après plusieurs mois d'arrêt, Eon revient au niveau international et se voit appelé deux nouvelles fois en équipe de France au printemps 1967, en matches amicaux à Paris face à la Roumanie (1-2) et l'URSS (2-4). Il est en ces deux occasions le capitaine des Bleus. Mais comme souvent avec des blessures aussi graves, il ne retrouve pas le niveau qui était le sien. La baisse de compétitivité du FC Nantes et l'émergence d'un autre grand gardien, Georges Carnus, lui ferment les portes de l'équipe nationale. À la suite d'une nouvelle blessure, le club ne reconduit pas son contrat de joueur. Eon décide à mettre un terme prématuré à sa carrière professionnelle à la fin de la saison 1967-68, à 29 ans seulement. 
Il continue à jouer à un niveau amateur au RC Ancenis, en DH Atlantique, tout en étant représentant de la marque Le coq sportif dans l'Ouest. En 1974-1975, il est promu avec son équipe en Division 3. Il rejoint ensuite le SC nazairien, le club de ses débuts, où il arrête sa carrière de joueur après une dernière saison en D3 en 1976-1977, à 37 ans.
Il meurt le 15 mars 2021.

## Carrière
- 1956-1960 : FC Nantes
- 1960-1961 : FC Yonnais (prêt)
- 1961-1968 : FC Nantes
- 1968-1975 : RC Ancenis
- 1975-1977 : AC Saint-Nazaire

## Palmarès

### En club
- Champion de France en 1965 et 1966 avec le FC Nantes
- Vainqueur du Challenge des Champions en 1965 avec le FC Nantes
- Finaliste de la Coupe de France en 1966 et 1970 avec le FC Nantes
- Vice-Champion de France en 1967 avec le FC Nantes

### Liste des matchs internationaux
| Matchs internationaux de Daniel Eon | Matchs internationaux de Daniel Eon | Matchs internationaux de Daniel Eon | Matchs internationaux de Daniel Eon | Matchs internationaux de Daniel Eon | Matchs internationaux de Daniel Eon | Matchs internationaux de Daniel Eon |
|                                     | Date                                | Lieu                                | Adversaire                          | Résultat                            | Compétition                         | Notes                               |
| ----------------------------------- | ----------------------------------- | ----------------------------------- | ----------------------------------- | ----------------------------------- | ----------------------------------- | ----------------------------------- |
| 1                                   | 5 juin 1966                         | Stade Lénine, Moscou, URSS          | Union soviétique                    | 3 - 3                               | Match amical                        | Titulaire et capitaine.             |
| 2                                   | 22 mars 1967                        | Parc des Princes, Paris, France     | Roumanie                            | 1 - 2                               | Match amical                        | Titulaire et capitaine.             |
| 3                                   | 3 juin 1967                         | Parc des Princes, Paris, France     | Union soviétique                    | 2 - 4                               | Match amical                        | Titulaire et capitaine.             |